# Kruštík tmavočervený
Kruštík tmavočervený (Epipactis atrorubens) je vytrvalá bylina z rodu kruštík (Epipactis), která v České republice patří k chráněným druhům. Česky se tento druh kruštíku nazývá někdy žežhulka černočervená (Sloboda, 1852).

## Popis
Rostlina dorůstá 20 – 60 cm. Oddenek je krátký a silný s hojnými kořeny, z něho vyrůstá chlupatá lodyha, která má nachovou barvu. Listy jsou vejčité až vejčitě kopinaté, spodní strana listů mívá také nachový odstín. Listy jsou dlouhé 7 – 10 cm. Květenství je husté a kvítky jsou orientované na jednu stranu. Květy jsou velmi nápadné svou červenavou barvou, ale někdy se vyskytují i jiné barvy – žlutá (forma lutescens), bílá (forma albiflora) nebo žlutozelená (forma viridiflora). Kruštík tmavočervený kvete během května a června.

## Stanoviště, rozšíření
Kruštík tmavočervený roste od nížin do subalpínského stupně především ve světlých listnatých a jehličnatých lesích, ale vyskytuje si i kolem cest a v opuštěných lomech. Vyžaduje vápnité půdy. Areál rozšíření zahrnuje celou Evropu (kromě stále zelené oblasti Středozemí) a zasahuje až na poloostrov Malá Asie a přes Kavkaz až do střední Asie. V České republice roste především na vápencích v jižních a jihozápadních Čechách (Sušicko, Strakonicko, Českokrumlovsko), méně hojně i ve východních Čechách a na Moravě.

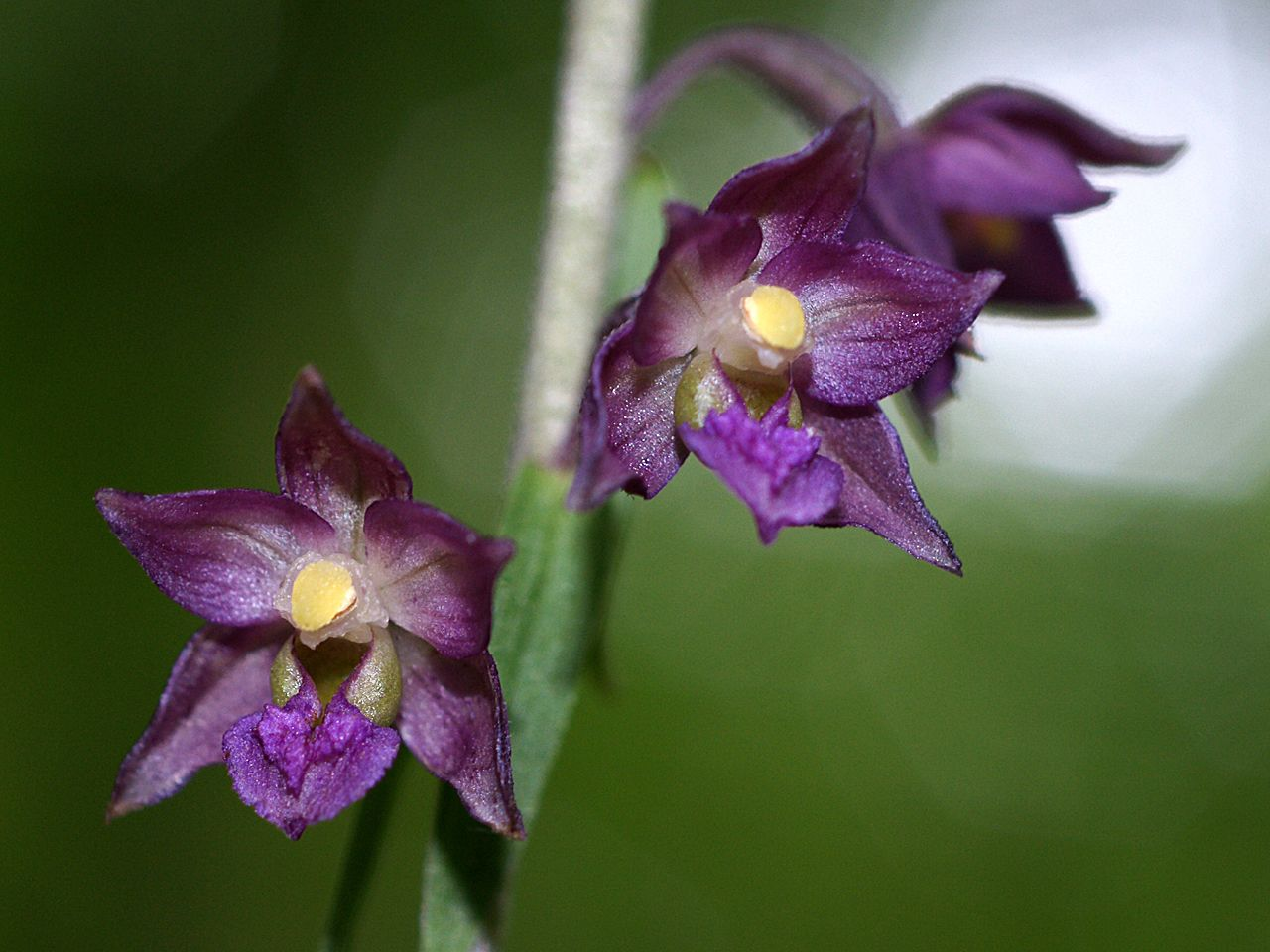
Kruštík tmavočervený – detail květů